# Clément Colson
Lyon Clément Colson, född 13 november 1853 i Versailles, död 24 mars 1939 i Paris, var en fransk ingenjör och nationalekonom.
Colson var chef för järnvägsstyrelsen i ministeriet för allmänna arbeten, och var mest känd för sitt verk Cours d'écomomie politique (6 band, 1901-1909), vars första band ägnas åt nationalekonomins teori. Colson var liberal till sin åskådning, och hans prislära visade stora likheter med Alfred Marshalls. Bland hans många arbeten rörande transportväsendet märks Transports et tarifs (1890). Colson har även utgett Organisme économique et désordre social (1912).